# Plantae Mexican Purpusianae
Plantae Mexican Purpusianae (abreviado Pl. Mex. Purpus.) es un libro con ilustraciones y descripciones botánicas que fue escrito por el botánico, ingeniero, y colector de plantas, estadounidense Townshend Stith Brandegee. De su trabajo de colaboración con Carl Albert Purpus apareció el libro en 12 partes.

## Publicación
- Plantae mexicanae purpusianae.
  - I. In: Univ. of California Publ. in Botany 3 (8) 1909: 377–396

- - II. In: Univ. of California Publ. in Botany 4 (3) 1910: 85–95

- - III. In: Univ. of California Publ. in Botany 4 (11) 1911: 177–194

- - IV. In: Univ. of California Publ. in Botany 4 (15) 1912: 269–281

- - V. In: Univ. of California Publ. in Botany 4 (19) 1913: 375–388

- - VI. In: Univ. of California Publ. in Botany 6 (4) 1914: 51–77 (online)

- - VII. In: Univ. of California Publ. in Botany 6 (8) 1915: 177–197 (online)

- - VIII. In: Univ. of California Publ. in Botany 6 (13) 1917: 363–375 (online)

- - IX. In: Univ. of California Publ. in Botany 6 (19) 1919: 497–504 (online)

- - X. In: Univ. of California Publ. in Botany 7 (10) 1920: 325–331 (online)

- - XI. In: Univ. of California Publ. in Botany 10 (2) 1922: 181–188 (online)

- - XII. In: Univ. of California Publ. in Botany 10 (8) 1924: 403–421 (online)